# Christic Institute
Le Christic Institute est un institut juridique privé fondé en 1980 par Daniel Sheehan, sa femme Sara Nelson et leur partenaire William J. Davis, par ailleurs prêtre jésuite, fonctionnant comme un cabinet d'avocat s'occupant de droit public qui a acquis la notoriété avec l'affaire Iran-Contra.

## Historique

### Affaire Iran-Contra
À partir des années 1980, les Contras étaient soupçonnés d’être financés par la distribution de cocaïne.
Une des premières allégations est contenue dans un procès classé en 1986 par deux journalistes représentés par le Christic Institute, qui déclaraient que la CIA et d’autres partis étaient impliqués dans des actes criminels, dont le financement d’achat d’armes avec la recette des ventes de cocaïne. Le procès a été rejeté ; plusieurs participants ont subséquemment porté plainte contre le Christic Institute pour diffamation et ont gagné.
Le rapport du Comité du Sénat des Affaires étrangères, du sénateur John Kerry en 1988 sur les liens de la drogue Contra, publié le 13 avril 1989, conclut que "des seniors de la politique des États-Unis n’étaient pas immunisés de l’idée que l’argent de la drogue était une solution parfaite pour les problèmes de financement Contra". Le rapport du Comité Kerry affirme que des membres du département d’État « qui ont fourni du support aux Contras étaient impliqués dans le trafic de drogue ; les éléments des Contras mêmes savaient pertinemment qu’ils recevaient une assistance financière et matérielle de trafiquants de drogue ». Kerry avait des suspicions sur la connexion de North avec Manuel Noriega, qui aurait été un baron de la drogue du Panama. Selon l’Archive de la Sécurité nationale (National Security Archive), Oliver North aurait été en contact avec Noriega et l’a rencontré personnellement.